# Lyudmyla Vypyraylo
Lyudmyla Vypyraylo, née le 19 juillet 1979 à Simferopol, est une coureuse cycliste ukrainienne. Elle a notamment été médaillée de bronze du scratch aux championnats du monde de 2005 à Los Angeles, et championne d'Europe de l'omnium en 2004.

## Palmarès

### Championnats du monde
- Los Angeles 2005
  -  Médaillée de bronze du scratch

### Championnats d'Europe
- 2001
  -  Médaillée d'argent de la course aux points espoirs
  -  Médaillée de bronze de la vitesse espoirs

- 2004
  -  Championne d'Europe de l'omnium endurance

### Coupe du monde
- 2004
  - 1re du scratch à Moscou
  - 2e de la poursuite par équipes à Moscou
  - 3e de la poursuite par équipes à Sydney
  - 3e de la course aux points à Moscou

- 2004
  - 2e du scratch à Moscou
  - 2e de la course aux points à Sydney

- 2004-2005
  - 1re de la course aux points à Moscou
  - 2e de la poursuite à Moscou

- 2005-2006
  - 2e du scratch à Moscou

- 2007-2008
  - 3e de la poursuite par équipes à Copenhague